# Großbrotmeister von Frankreich

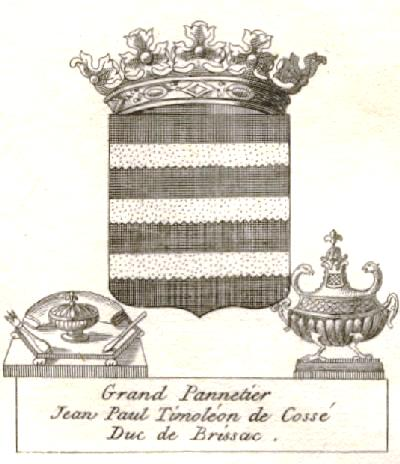
Wappen von Timoléon de Cossé Herzog von Brissac

Der Großbrotmeister (frz. Grand panetier de France, auch premier pantier) war eines der Großämter des Haushalts des Königs von Frankreich.
Der Amtsinhaber dieses Hofamtes diente normalerweise nur bei den großen Höfischen Anlässen, wie zur Feier des neuen Jahrs und zu den vier großen Festen des Jahres. Der Groß-Brotmeister delegierte die täglichen Hofarbeiten an die Bäcker, die den Tisch des Königs zu decken hatten, das Besteck, das in einem besonderen Behälter auf dem Tisch platziert wurde (nef de table), das Brotbrett und das Salz. Das höfische Leben war strengen Regeln unterworfen, zur Mittagszeit vor dem Essen ging der König in die hofeigene Kapelle, der Wassereinschenker rief, wenn alles bereit war, dreimal zum Essen mit den Worten „Messire …, grand panetier de France, au couvert pour le roi“.

## Liste der Großbrotmeister von Frankreich
Panetier de France oder Panetier du roi waren:
1. Eudes Arrode, † 1217, Panetier du Roi unter König Philipp II. (reg. 1180-1223)
2. Hugues d’Athies, 1224 und 1235, unter König Ludwig IX. (reg. 1226-1270)
3. Geoffroi de la Chapelle, 1240, unter König Ludwig IX.
4. Jean Britaut, Seigneur de Nangis, 1260, unter König Ludwig IX.
5. Matthieu, Vidame de Chartres, 1287, unter Philipp IV. (reg. 1285-1314)
6. Robert de Meudon, 1298, unter Philipp IV.
7. Matthieu de Trie, 1298 und 1302, unter Philipp IV.
Matthieu de la Mure, 1297 als Panetier genannt
Guillaume Rebrachien, übernimmt 1300 das Amt des Panetier
Guillaume de Mussi, 1302 als Panetier genannt
Robert aux Gans, 1303 Panetier
Jean Coulon de Saint-Paul, 1303 Panetier
Jean Arrode, übernimmt 1304 das Amt des Panetier
Géraud II. de Chauchat, Seigneur de Saint-Beauzire, 1304 als Panetier genannt
8. Raoul, dit Herpin, Seigneur d’Erquery, Panetier de France, lebte 1305, dann Chambellan de France
Guillaume de Hangest, übernimmt 1304 und 1306 das Amt des Panetier
Jean le Cordonnier, 1307 als Panetier genannt
Gilles de Laon, 1308 als Panetier genannt
Jean de la Chapelle, Châtelain de Nemours, 1309 als Panetier de Roi genannt
Adam de Meulant oder Meulenc, 1309 als Panetier genannt
Robert de Macheau, übernimmt 1309 das Amt des Panetier
Robert de Samiselles, Panetier du Roi unter König Philipp IV., dann Maître d’hôtel des Königs Ludwig X. (reg. 1314-1316)
Pierre de Fai, Seigneur de Fay (Somme), Panetier des Königs Karl IV. (reg. 1322-1328)
9. Bouchard II. de Montmorency, Seigneur de Saint-Leu, Panetier de France 1323 (Haus Montmorency)
10. Charles I. de Montmorency, Sire de Montmorency, 1344 unter Philipp VI. (reg. 1328-1350) (Haus Montmorency)
11. Roques de Hangest, Sire de Hangest, 1345 unter Philipp VI.
12. Jean, Sire de Traînel, 1355 unter König Johann II. (reg. 1350-1364)
13. Raoul, Sire de Raineval, 1358, sowie 1388 unter Karl VI. (reg. 1380-1422)
Matthieu de Bellai, Panetier du Roi 1386 unter Karl VI.
Pierre de la Crique, dit Criquet, Panetier du Roi 1386 unter Karl VI.
14. Guy, Sire de La Roche-Guyon, Panetier de France nach Raoul de Raineval 1396 unter Karl VI.
Gerard d’Athies, Seigneur de Moyencourt, Panetier du Roi
15. Antoine de Craon, Seigneur de Beauverger, † 1415, 1411 unter Karl VI. (Haus Craon)
16. Jean V. Malet, Sire de Graville, 1413 unter Karl VI. (Haus Malet)
17. Robert de Mailli, dit Robinet, 1418 unter Karl VI.
18. Roland de Donquerre, 1419 unter Karl VI.
19. Jean V. de Prie, Seigneur de Buzançais, 1425 unter Karl VII. (reg. 1422-1461)
20. Jean, Seigneur de Naillac, 1428 unter Karl VII.
21. Jacques II. de Châtillon, Seigneur de Dampierre, 1432 unter Karl VII. (Haus Châtillon)
22. Antoine de Chabannes, Comte de Dammartin, 1449, dann Großmeister von Frankreich
23. Louis Bastet, Sire de Crussol, 1461 unter Ludwig XI. (reg. 1461-1483) (Haus Crussol)
24. Jacques, Sire de Crussol, 1473 unter Ludwig XI. (Haus Crussol)
25. Jacques Odart, Seigneur de Cursai, 1485 unter Karl VIII. (reg. 1483-1498)
René de Cossé, Seigneur de Brissac, 1495 Premier Panetier du Roi, Grand Fauconnier de France (Familie Cossé-Brissac)
26. Charles de Crussol, Vicomte d’Uzès, 1533 unter Franz I. (reg. 1515-1547) (Haus Crussol)

### Die erblichen Panetiers aus der Familie Cossé
27. Artus de Cossé, comte de Secondigny, 1552 unter Heinrich II. (reg. 1547-1559), † 1582 unter Heinrich III.
28. Charles II. de Cossé, duc de Brissac, † 1621
29. François de Cossé, duc de Brissac, † 1651
30. Louis de Cossé, duc de Brissac, † 1661
31. Timoléon, comte de Cossé, † 1675
32. Artus-Timoléon-Louis de Cossé, duc de Brissac, † 1709, Nachfolger seines Vaters Timoléon Comte de Cosse
33. Charles-Timoléon-Louis de Cossé, duc de Brissac, folgte seinem Vater 1709, † 18. April 1732
34. Jean Paul Timoléon de Cossé, duc de Brissac, Pair de France, Nachfolger seines Vaters am 20. April 1732, † 1780
35. Louis Hercule Timoléon de Cossé, duc de Brissac, folgte seinem Vater 1780, † 1792

## Bibliographie
- Père Anselme, Histoire de la maison royale de France et des grands officiers de la Couronne, 1674
- Louis Moréri, Le grand dictionnaire historique, Band 5, 1732 (online)
- Encyclopédie Méthodique, Ou Par Ordre De Matieres, Histoire, Supplément, Band 6, 1804 (online)
- Mémoires d'Olivier de la Marche, traduction Bruno Laurioux, Le Moyen Âge à table, Paris, 1989
- Nicolas Viton de Saint-Allais, Dictionnaire encyclopédique de la noblesse 1816, Band 1, S. 482.
- Étude sur les sociétés marchandes et financières au Moyen Âge. Les Gayte et les Chauchat. Marcellin Boudet, Champion, Paris 1915.
- Abbé Paul Decagny: Histoire de l'arrondissement de Péronne et de plusieurs localités circonvoisines. 1865 – réédition partielle. In: Chaulnes et ses environs, Rassorts Lorisse, Paris 1992, ISBN 2-87760-916-2.